# التسلق داخل الصالات المغلقة

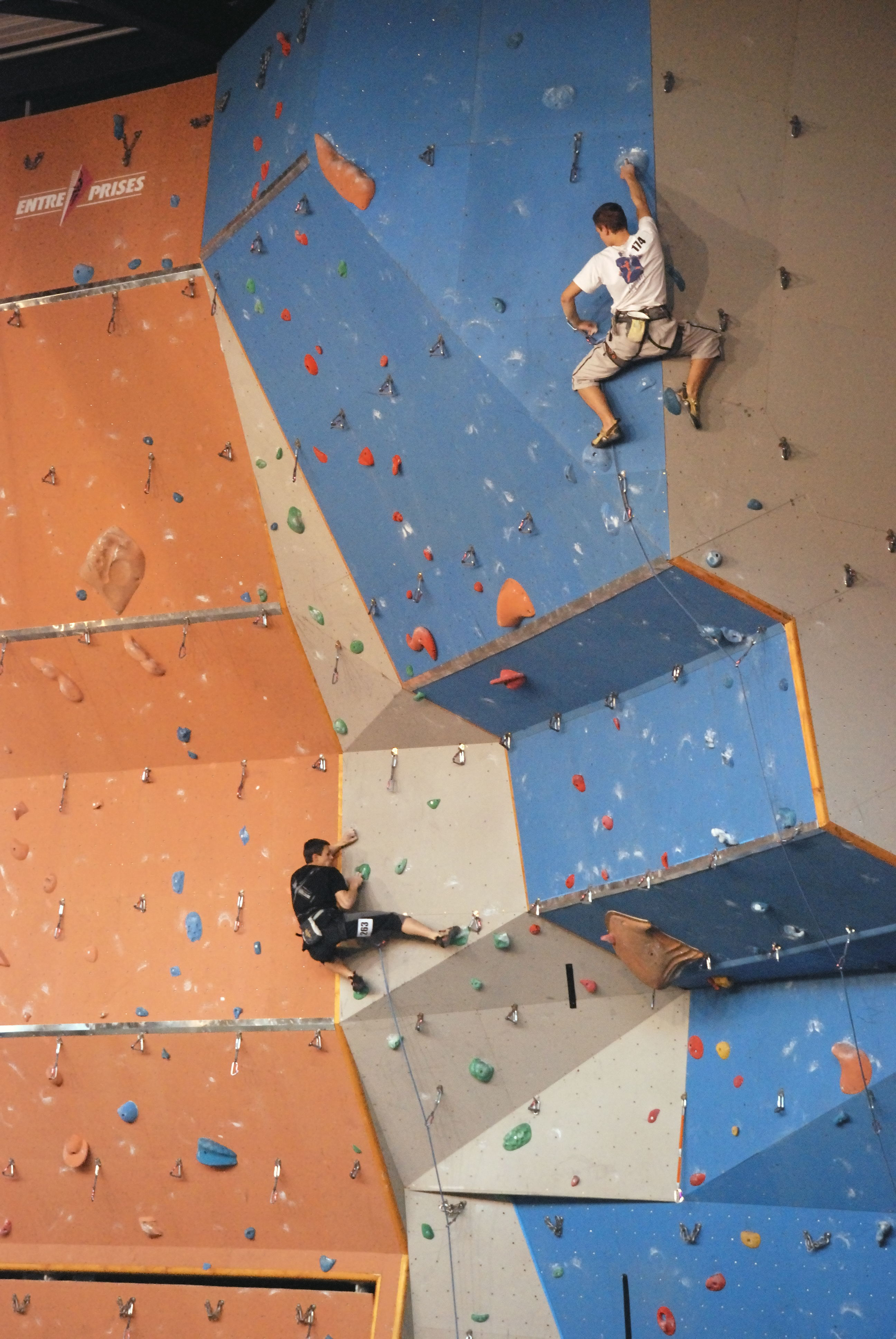
التسلق داخل الصالات المغلقة

التسلق داخل الصالات المغلقة هو شكل متزايد الشعبية من تسلق الصخور التي أجريت على هياكل الصناعية تحاول أن تحاكي تجربة تسلق الصخور في الهواء الطلق ولكن في بيئة خاضعة للرقابة.
الجدران المغلقة الأولى التي تميل إلى أن تكون في المقام الأول من الطوب ترك مجال كبير للطرق مثيرة للاهتمام، وشدة الانحدار في الجدار ومتنوعة من جهة يحمل كانت محدودة نوعا ما. وفي الآونة الأخيرة، هي التي شيدت في الأماكن المغلقة التضاريس التسلق من الخشب الرقائقي على إطار معدني، رذاذ المغلفة مع نسيج لمحاكاة وجه الصخور.

## طريقة البناء
طريقة البناء الأكثر شيوعا ينطوي على الشد يد الراتنج تعليق على لوحات خشبية. يميل لوحات يمكن أن تكون متفاوتة الطول والارتفاع الحاد (من أفقي تماما 'السقوف' على رأسي حتى لا 'البلاطات') ولها مجموعة كبيرة ومتنوعة من يحمل (مثل صغيرة جدا 'يعقص،'، ظهرت على السطح 'slopers ،' و'أباريق، 'التي غالبا ما تكون كبيرة وسهلة للاحتفاظ) المرفقة. وقد أدى هذا التنوع، إلى جانب قدرة ليصعد إلى تغيير عن طريق ربط ليحمل على الجدار بشكل مختلف، في الأماكن المغلقة التسلق تصبح رياضة ناجحة جدا.

## التأثيرات الموسمية
التسلق في الأماكن المغلقة وشهدت أيضا زيادة في شعبية في المناطق ذات المناخ المطير في الهواء الطلق حيث تسلق الصعب في بعض الأحيان. وبالإضافة إلى تقديم بديل خلال الطقس العاصف، وكثير البالغين العاملين تجد أن يتمكنوا من الوصول إلى صالة الألعاب الرياضية والعمل بعد الصعود على الرغم من أنها لا تزال خارج مظلمة للغاية. من أجل تحسين في أي رياضة، دأبت أمر بالغ الأهمية. مع ظهور تسلق الأماكن المغلقة، والطقس، والصعوبات الموسمية، واكتظاظ الجداول الزمنية هي أقل من عقبة أمام تحسن مستمر، والتمتع بها هذه الرياضة.

## التسلق في الصالات الرياضية المغلقة
وزاد المتسلقون تسلق الرأسي في مركز الحافة، والصالة الرياضية المغلقة التسلق في دورهام بولاية نورث كارولينا.وانتشار صالات رياضية داخلية تسلق سهولة الوصول إليها، وبالتالي فإن شعبية، لرياضة تسلق الجبال. منذ الظروف البيئية (بدءا من السلامة الهيكلية للأسطح التسلق، على ارتداء المعدات، إلى الاستخدام السليم للمعدات) يمكن أن يكون أكثر سيطرة على هذه الشاكلة، في الأماكن المغلقة وربما تسلق مقدمة أكثر أمانا وأكثر ملاءمة لهذه الرياضة. في الواقع حفلات أعياد الميلاد، وفرق الشباب شائعة في العديد من صالات رياضية الصخور.
هذا الشعور بالأمن لديه الجانب السلبي، متسلق الصالة الرياضية الجديدة قد يتوجه إلى المنحدرات وتجد أنهم لا يملكون جميع المهارات اللازمة لتسلق الجبال في وضع دون preplaced المراسي، والحقائق واضحة الطريق.

## تسلق الصخور في الأماكن المغلقة
تسلق الصخور في الأماكن المغلقة كما وصف باستمرار كبديل وخيار ثانوي للتسلق في الهواء الطلق. ورغم أن هذا قد يكون صحيحا بالنسبة لمجموعة من المتسلقين، والمتسلقين يرى كثيرون في الهواء الطلق تسلق بوصفها رحلة من صالة الألعاب الرياضية، وأقل بكثير من المعتاد في الأماكن المغلقة التسلق. لهذا السبب، في الأماكن المغلقة التسلق لا ينبغي أن تصنف على أنها رياضة الثانوية، لأنها هي رياضة تنافسية، والتي تحكمها العديد من المنظمات المحلية والوطنية والدولية في جميع أنحاء العالم، وبالتالي يختلف تماما عن التسلق في الهواء الطلق.